# Hvozdnica
Hvozdnica es un municipio del distrito de Bytča en la región de Žilina, Eslovaquia, con una población estimada a final del año 2024 de 1235 habitantes.
Se encuentra ubicado al oeste de la región, cerca del curso alto del río Váh (cuenca hidrográfica del Danubio) y de la frontera con la región de Trenčín.

## Demografía
| Año        | 1994 | 2004    | 2014    | 2024    |
| ---------- | ---- | ------- | ------- | ------- |
| Población  | 1079 | 1139    | 1185    | 1235    |
| Diferencia |      | +5,56 % | +4,03 % | +4,21 % |

| Año        | 2023 | 2024    |
| ---------- | ---- | ------- |
| Población  | 1226 | 1235    |
| Diferencia |      | +0,73 % |